# Saarbahn
Saarbahn – tramwaj dwusystemowy w ruchu transgranicznym między Francją i Niemcami. Łączy Etzenhofen na północ od Saarbrücken i Sarreguemines w departamencie Lotaryngia. Przewozi 10 mln pasażerów rocznie. Sieć rozpoczęła działanie 24 października 1997, po dwuipółletniej budowie. Linia jest rozbudowywana, zakończenie zaplanowano na rok 2013 a jej całkowity koszt to 400 mln euro.
W południowym przebiegu wykorzystuje sieć kolejową Deutsche Bahn i Réseau ferré de France, w północnym linia przebiega po torach tramwajowych. Tramwaj porusza się w takcie od 7 min 30 sek. w godzinach szczytu w swym najbardziej uczęszczanym odcinku do godzinnego na jej krańcach.

## Przypisy

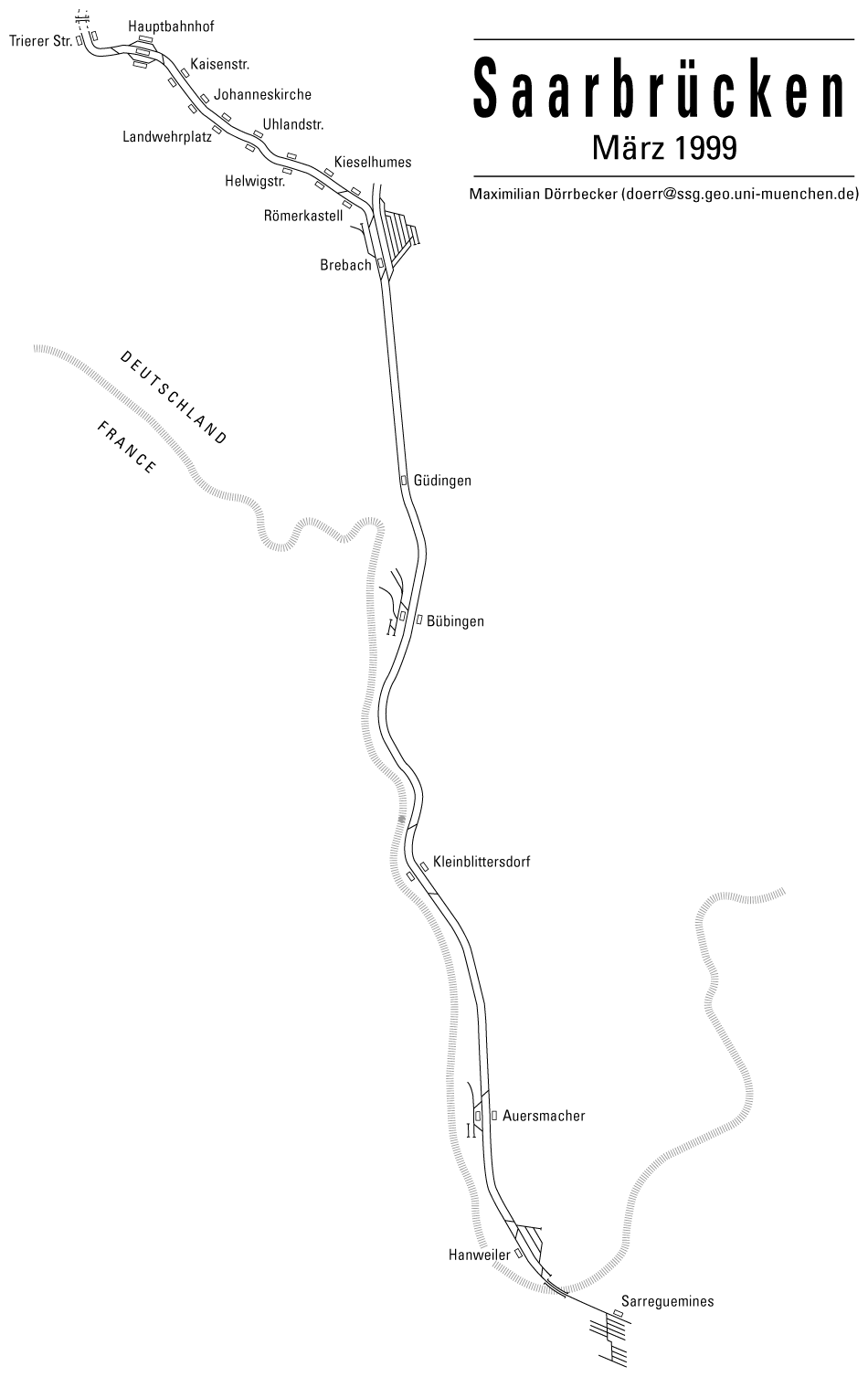
Plan linii